# THE IDOLM@STER SHINY COLORS L@YERED WING
『THE IDOLM@STER SHINY COLORS L@YERED WING』（アイドルマスター シャイニーカラーズ レイヤードウィング）は、2021年4月14日からリリースされているキャラクターソングCDシリーズ。

## 概要
「アイドルマスター シャイニーカラーズ」のキャラクターソングCDシリーズ第5弾。本シリーズよりシーズが加わる。発売元はランティス。
2023年3月8日以降にサブスクリプション型サービスにて配信される楽曲のうち三峰結華が参加している楽曲に関しては、ベストアルバム「WING COLLECTION」に収録されている「2023 Ver.」に差し替えられている（三峰結華役が希水しおに変更されているバージョン）。

## 01
2021年4月14日発売。シャイニーカラーズが歌う全体曲2曲を収録。本CDからシーズが加わった25名での歌唱となる。
収録曲
歌：シャイニーカラーズ
1. Resonance⁺
作詞・作曲・編曲：園田健太郎
2. Color Days
作詞：Co-sho、作曲：家原正樹・小久保祐希・YHANAEL、編曲：YUU for YOU
3. Resonance⁺（Off Vocal）
4. Color Days（Off Vocal）

## 02
2021年5月19日発売。イルミネーションスターズの4thシングル。
収録曲
歌：イルミネーションスターズ
1. PRISISM
作詞：渡邊亜希子、作曲・編曲：三好啓太
2. スマイルシンフォニア
作詞：渡邊亜希子、作曲・編曲：三好啓太
3. Resonance⁺（イルミネーションスターズVer.）
4. スペシャルオーディオドラマ「Step & Stop」
5. PRISISM（Off Vocal）
6. スマイルシンフォニア（Off Vocal）

## 03
2021年6月9日発売。アンティーカの4thシングル。なお、2021年12月末をもって三峰結華役の成海瑠奈が声優業を引退したため、成海の参加は本作が最後となった。
収録曲
歌：アンティーカ
1. abyss of conflict
作詞：真崎エリカ、作曲・編曲：原田篤（Arte Refact）
2. 革命進化論
作詞：真崎エリカ、作曲・編曲：伊藤和馬（Arte Refact）
3. Resonance⁺（アンティーカVer.）
4. スペシャルオーディオドラマ「Labyrinthus」
5. abyss of conflict（Off Vocal）
6. 革命進化論（Off Vocal）

## 04
2021年7月14日発売。放課後クライマックスガールズの4thシングル。
収録曲
歌：放課後クライマックスガールズ
1. クライマックスアイランド
作詞：古屋真、作曲・編曲：INN
2. 拝啓タイムカプセル
作詞：古屋真、作曲：小久保祐希・YUU for YOU、編曲：YUU for YOU
3. Resonance⁺（放課後クライマックスガールズVer.）
4. スペシャルオーディオドラマ「アタシらしく」
5. クライマックスアイランド（Off Vocal）
6. 拝啓タイムカプセル（Off Vocal）

## 05
2021年8月18日発売。アルストロメリアの4thシングル。
収録曲
歌：アルストロメリア
1. パステルカラー パスカラカラー
作詞：鈴木静那、作曲：YUU for YOU・Giz'Mo（from Jam9）、編曲：YUU for YOU
2. ラブ・ボナペティート
作詞：鈴木静那、作曲・編曲：石井健太郎
3. Resonance⁺（アルストロメリアVer.）
4. スペシャルオーディオドラマ「小さな鍵の物語」
5. パステルカラー パスカラカラー（Off Vocal）
6. ラブ・ボナペティート（Off Vocal）

## 06
2021年9月8日発売。ストレイライトの3rdシングル。
収録曲
歌：ストレイライト
1. Another Rampage
作詞：下地悠、作曲・編曲：草野将史
2. Timeless Shooting Star
作詞：下地悠、作曲・編曲：徳田光希
3. Resonance⁺（ストレイライトVer.）
4. スペシャルオーディオドラマ「ミッドナイト・ファイア」
5. Another Rampage（Off Vocal）
6. Timeless Shooting Star（Off Vocal）

## 07
2021年10月13日発売。ノクチルの2ndシングル。
収録曲
歌：ノクチル
1. 僕らだけの未来の空
作詞：秋浦智裕（onetrap）、作曲・編曲：石井健太郎
2. 今しかない瞬間を
作詞：秋浦智裕（onetrap）、作曲：本多友紀（Arte Refact）、編曲：脇眞富（Arte Refact）
3. Resonance⁺（ノクチルVer.）
4. スペシャルオーディオドラマ「スパイシーキッチン」
5. 僕らだけの未来の空（Off Vocal）
6. 今しかない瞬間を（Off Vocal）

## 08
2021年11月10日発売。シーズのデビューシングル。
収録曲
歌：シーズ
1. OH MY GOD
作詞：Co-sho、作曲：小久保祐希・Eunsol（1008）、編曲：Eunsol（1008）
2. Fly and Fly
作詞：Co-sho、作曲：Kohei Yokono・小久保祐希・JUNE、編曲：Kohei Yokono
3. Resonance⁺（シーズVer.）
4. スペシャルオーディオドラマ「匣の中」
5. OH MY GOD（Off Vocal）
6. Fly and Fly（Off Vocal）

## ソロ・リミックス盤
一部のネットストアにて限定販売される、シリーズに収録されたユニット曲のソロ・リミックスを収録したCD。
THE IDOLM@STER SHINY COLORS SOLO COLLECTION -L@YERED WING part 1-
「PRISISM」「abyss of conflict」「クライマックスアイランド」「パステルカラー パスカラカラー」「Another Rampage」「僕らだけの未来の空」「OH MY GOD」のソロ・リミックスが収録されている。
THE IDOLM@STER SHINY COLORS SOLO COLLECTION -L@YERED WING part 2-
「スマイルシンフォニア」「革命進化論」「拝啓タイムカプセル」「ラブ・ボナペティート」「Timeless Shooting Star」「今しかない瞬間を」「Fly and Fly」のソロ・リミックスが収録されている。

### ユニットメンバー
1. 1 2 3  櫻木真乃（関根瞳）、風野灯織（近藤玲奈）、八宮めぐる（峯田茉優）、月岡恋鐘（礒部花凜）、田中摩美々（菅沼千紗）、白瀬咲耶（八巻アンナ）、三峰結華（成海瑠奈）、幽谷霧子（結名美月）、小宮果穂（河野ひより）、園田智代子（白石晴香）、西城樹里（永井真里子）、杜野凛世（丸岡和佳奈）、有栖川夏葉（涼本あきほ）、大崎甘奈（黒木ほの香）、大崎甜花（前川涼子）、桑山千雪（芝崎典子）、芹沢あさひ（田中有紀）、黛冬優子（幸村恵理）、和泉愛依（北原沙弥香）、浅倉透（和久井優）、樋口円香（土屋李央）、福丸小糸（田嶌紗蘭）、市川雛菜（岡咲美保）、七草にちか（紫月杏朱彩）、緋田美琴（山根綺）
2. 1 2 3  櫻木真乃（関根瞳）、風野灯織（近藤玲奈）、八宮めぐる（峯田茉優）
3. 1 2 3  月岡恋鐘（礒部花凜）、田中摩美々（菅沼千紗）、白瀬咲耶（八巻アンナ）、三峰結華（成海瑠奈）、幽谷霧子（結名美月）
4. 1 2 3  小宮果穂（河野ひより）、園田智代子（白石晴香）、西城樹里（永井真里子）、杜野凛世（丸岡和佳奈）、有栖川夏葉（涼本あきほ）
5. 1 2 3  大崎甘奈（黒木ほの香）、大崎甜花（前川涼子）、桑山千雪（芝崎典子）
6. 1 2 3  芹沢あさひ（田中有紀）、黛冬優子（幸村恵理）、和泉愛依（北原沙弥香）
7. 1 2 3  浅倉透（和久井優）、樋口円香（土屋李央）、福丸小糸（田嶌紗蘭）、市川雛菜（岡咲美保）
8. 1 2 3  七草にちか（紫月杏朱彩）、緋田美琴（山根綺）